# Ismène
Pour les articles homonymes, voir Ismène (homonymie).
Dans la mythologie grecque, Ismène (en grec ancien Ἰσμήνη / Ismếnê) est l'un des enfants nés de l'inceste involontaire d'Œdipe et de sa mère Jocaste. Elle a deux frères Étéocle et Polynice, et une sœur, Antigone.

## Mythe
Étéocle et Polynice devaient régner sur Thèbes un an chacun à tour de rôle. Mais Étéocle voulait la place pour lui seul. Sept grands princes étrangers que Polynice avait gagnés à sa cause furent défaits devant les sept portes de Thèbes.
Les deux frères ennemis s'entretuent sous les murs de la ville. Créon, leur oncle et nouveau roi, ordonne d'imposantes funérailles pour Étéocle, le roi légitime, mais décide que Polynice serait laissé sans sépulture, à la merci des corbeaux et des chacals. Quiconque oserait lui rendre les devoirs funèbres serait puni de mort.
À la différence de sa sœur Antigone, Ismène n'a pas le courage de braver l'ordre de Créon.

Cependant, lorsque Antigone est condamnée à mort par Créon, prise peut-être de remords, Ismène veut partager son sort. Elle se heurte cependant au refus de sa sœur.
Ismène est tuée par Tydée, l'un des sept chefs contre Thèbes alors qu'elle repose en compagnie de son amant Théochyménos.

## Interprétations
Dans les œuvres de Sophocle, il y a une opposition récurrente entre deux sœurs : Antigone et Ismène, comme Électre et Chrysothémis. Si Antigone et Électre représentent la liberté et le primat de l'individu sur la société, en revanche Ismène et Chrysothémis représentent le respect de l'autorité. Elles ne désobéissent pas à la loi de la cité et se soumettent au fatum. Contrairement aux héroïnes tragiques, elles s'effacent et ne défient pas le destin[réf. nécessaire].

## Évocations artistiques

### Littérature et poésie

#### Antiquité: Sophocle (495 à 406 avant notre ère)
- Vers 441 : Antigone de Sophocle
- Avant 406 : Œdipe à Colone de Sophocle

#### Ultérieures
- 1677 : Phèdre de Racine.
- 1922 : Antigone de Jean Cocteau.
- 1944 : Antigone de Jean Anouilh.
- 1948 : Antigone de Bertolt Brecht.
- 1972 : Ismène de Yannis Ritsos.
- 1997 : Antigone de Henry Bauchau

### Actrices
Théatre
- 1922 : Eve Longuet dans Antigone de Cocteau.
- 1944 : Suzanne Flon dans Antigone d'Anouilh.
- 1951 : Mony Dalmès dans Antigone de Sophocle.
- 1960 : Christiane Minazzoli dans Antigone de Sophocle.
- 1967 : Maria Machado et Jenny Hecht dans Antigone de Brecht.
- 1972 : Alberte Aveline dans Antigone de Brecht.
- 1975 : Marie-Georges Pascal dans Antigone d'Anouilh.
- 1998 : Oumou Diawara dans Antigone de Sagot-Duvauroux.
- 2003 : Elsa Mollien dans Antigone d'Anouilh.
- 2008 : Marianne Pousseur dans Ismène de Yannis Ritsos.
- 2012 : Marion Malenfant dans Antigone d'Anouilh.
- 2012, 2014, 2019 : Andrée Benchetrit dans Les Papillons de nuit (monologue)[5].
- 2017 : Isabelle Adjani dans Ismène de Yannis Ritsos.

Cinéma et télévision
- 1962 : Else Ludwig  dans Antigone de William Dieterle et Pellos Katselis
- 1965 : Heidelinde Weis  dans Antigone de Franz Peter Wirth
- 1970 : Mariella Palmich dans Antigone de Vittorio Cottafavi[6]
- 1973 : Alberte Aveline  dans Antigone de Jean-Paul Carrère
- 1974 : Régine Teyssot  dans Antigone de Stellio Lorenzi
- 2011 : Kathryn Carpenter dans Antigone de Bruno Coppola
- 2019 : Nahéma Ricci dans Antigone de Sophie Deraspe